# Drive Shaft
Drive Shaft es un grupo ficticio creado para la serie Lost.
En la ficción, se trata de un grupo británico de Rock y Britpop formado en Mánchester a finales de los noventa.
Musicalmente, su influencias son las bandas The Police y Pixies.
El grupo es liderado los hermanos Pace, Charlie en el bajo y voz y Liam, su hermano mayor, en voz y guitarra. Su primer disco homónimo se habría lanzado el año 1999 y el sencillo (You all) Everybody sería el mayor éxito de esa banda.

## Historia

### Prehistoria de la banda
Los hermanos Charlie y Liam Pace habían tocado juntos durante años, luego de que en una Navidad profética sus padres les regalaron a cada uno de ellos una guitarra. Ellos estuvieron tocando por un tiempo sin tomarse las cosas en serio hasta que el compañero de clase de Charlie, Patrick Gleason recibiera una batería para su cumpleaños un par de años más tarde. Un poco antes de aquel tiempo, Charlie ya había cambiado al bajo y había comenzado a practicar versiones de otros grupos de moda de esos tiempos. Ellos tocaron en varios bailes escolares y en competencias de talento con esta configuración de 3 integrantes que se llamaba originalmente Gigantic en honor a la canción del grupo Pixies del mismo nombre.
Pronto se dieron cuenta de que jamás saldrían de Mánchester tocando solo temas ajenos, por lo que Charlie comenzó a componer sus propias letras y música, además de traer un nuevo guitarrista. Adam Sinjin St.John había tocado en varias bandas de la ciudad, pero recientemente había dejado su última banda por diferencias creativas, por lo que no hubo inconveniente para que se uniera al grupo. Al cambiar la configuración, decidieron también cambiar el nombre de la banda a Drive Shaft.
Hay distintas versiones sobre el origen del nombre, pero en una entrevista otorgada el 2000, Patrick contó que luego de una noche de fiesta muy regada de alcohol, Charlie despertó con la palabra "shaft" escrita en su mano izquierda y "drive" en su mano derecha. Nadie recuerda porqué estaban ahí esas palabras, pero les pareció un buen nombre y lo adoptaron.
Otra hipótesis confirmada por Charlie en la isla es que el nombre del grupo viene de las iniciales DS de un familiar (Dexter Staton) y que dejan el anillo en herencia al primogénito desde hace años.

### Rumbo al éxito
Charlie comenzó entonces a elaborar material original.
Su ímpetu los llevó a tocar en distintas ciudades del Reino Unido, tocando donde pudieran y haciéndose conocidos. La química sobre el escenario de los hermanos Pace hizo que la banda estuviera en boca de los fanáticos, lo que llamó la atención del sello Rhythm Records en 1999, permitiéndoles lanzar el primer disco llamado simplemente Drive Shaft en noviembre de ese año.
El primer sencillo del disco se llamó Let Me Ride y fue grabado en una sola toma, con la cámara de seguridad de la oficina postal donde trabajaba la madre de Patrick durante la hora de almuerzo, cuando la oficina estaba cerrada.
Su segundo sencillo, (You all) Everybody alcanzó el número uno de las listas en Estados Unidos y Reino Unido. Su primera gira a los Estados Unidos comenzó en pequeños clubes, pero terminó llenando estadios y teatros.

### Los tiempos difíciles
Luego de una extensa gira, decidieron volver al estudio para grabar su segunda placa, lo que resultó bastante más problemático de lo que se pensaba. Producto del éxito y el agotamiento de la gira, la banda comenzó a sentir una crisis creativa ya que había mucha presión interna para reeditar y superar el suceso del primer disco. Luego de muchos inconvenientes, lanzaron la segunda placa llamada Oil change en marzo del 2002.
Los problemas de la grabación se reflejaron en la posterior gira, con una muy baja taquilla en todos los países que visitaron excepto Australia, donde fueron aún más populares que antes. Esto provocó su despido del sello Rhythm Records.

### El ocaso
Todo esto resultó muy decepcionante para los integrantes del grupo, que poco a poco fueron dejando sus actividades como banda de lado para dedicarse a otros asuntos:
Patrick se dedicó a formar una familia con su "long term" novia.
Liam se mudó a Australia para desintoxicarse y alejarse del ambiente. Allí se reunió en Sídney con su mujer e hija.
Sinjin comenzó un proyecto experimental paralelo muy diferente a lo hecho en DS llamado Greek to me.
Charlie fue el que más sintió la debacle, pues era muy dependiente del grupo. Nunca aceptó el fin de la banda, pero lamentablemente hacía más noticia en las páginas policiales que por su música.
Charlie Pace de todos modos también comenzó un trabajo en solitario, lo que originó un disco muy oscuro llamado Pente lanzado en julio de 2004, pero siempre con la idea de retornar a tocar con Drive Shaft.

### El accidente
Hace un tiempo, el nombre del grupo ha vuelto a sonar debido al supuesto fallecimiento de Charlie Pace en un accidente aéreo del vuelo Oceanic Airlines 815, cuando iba de Sídney a Los Ángeles.
Tomando en cuenta estas circunstancias se lanzó el álbum que recopiló los grandes éxitos del grupo llamado simplemente Greatest Hits.

## Miembros
- Charlie Pace - Bajo y voz
- Liam Pace - Guitarra y voz
- Adam "Sinjin" St. John - Guitarra
- Patrick Gleason - Batería

## Supuesta Discografía

### Álbumes de estudio
- Drive Shaft - (1999)
- Oil change - (2002)
- Greatest Hits
- Live in Jakarta

### Singles
- Let Me Ride
- (You all) Everybody - (2000)
- Out of time - (2002)

## Giras
- Fueron teloneros de un grupo llamado Meat Coat.
- The Drive Across America Tour
- 2nd Tour of Finland
- Charlie estaba planificando una nueva gira en L.A. a la que esperaba que Liam se uniera.

- Datos: Q2601697